# Alogliptina
Alogliptina es un medicamento que disminuye la glucosa en sangre y se emplea en el tratamiento de la diabetes mellitus. Pertenece a la familia de los inhibidores de la dipeptidil peptidasa-4, por lo que está emparentado con sitagliptina, vildagliptina, saxagliptina y linagliptina que tienen indicaciones muy similares.

## Indicaciones
Se utiliza para el tratamiento de la diabetes mellitus tipo 2 o del adulto. Esta enfermedad que se presenta cada vez con más frecuencia en el mundo actual debido al sobrepeso, la obesidad y la falta de ejercicio físico, constituye un problema de salud creciente y provoca numerosas complicaciones, siendo las más importantes el aumento de riesgo vascular, infarto de miocardio, daño al riñón (nefropatía diabética), afectación de la visión (retinopatía diabética), polineuropatía diabética y pie diabético. La alogliptina no está autorizada para uso como monoterapia, se emplea asociada a otros medicamentos como la metformina, cuando el control de las cifras de glucemia en sangre no es adecuado con medidas terapéuticas generales, dieta y ejercicio físico.

## Mecanismo de acción
El mecanismo de acción de la alogliptina consiste en inhibir la acción de la enzima dipeptidil peptidasa-4 conocida de forma abreviada como DPP-4. Esta enzima inhibe la acción de una hormona llamada incretina, por ello el efecto final de la alogliptina es aumentar la vida media de la incretina. Las incretinas son un conjunto de hormonas que se producen por las células del intestino en respuesta a la ingesta de alimentos, provocan diversos efectos, siendo uno de los más importantes estimular la secreción de insulina por el páncreas y disminuir los niveles de glucosa en sangre que es el efecto terapéutico final que se pretende.

## Dosis, presentación y vía de administración
Se administra por vía oral en forma de comprimidos. Existen presentaciones cuyo único principio activo es la alogliptina, pero también se comercializa asociada a la metformina o a la pioglitazona. La dosis habitual es 25 mg una vez al día, existen presentaciones con dosis más pequeña, de 12.5 mg y 6.25 mg que se emplean en pacientes que presentan fallo en la función del riñón (insuficiencia renal).

## Efectos adversos
Los efectos adversos observados con mayor frecuencia han sido infección de las vías respiratorias superiores, dolor de cabeza, dolor abdominal, reflujo gastroesofágico, exantema en la piel y picor en la piel (prurito). Como efecto secundario grave se ha informado de la posibilidad de que se produzca pancreatitis. La acción sobre el peso corporal es neutra, no causando aumento ni disminución del mismo, tampoco provoca episodios de hipoglucemia como los fármacos de la familia de las sulfonilureas tradicionalmente utilizados en el tratamiento de la diabetes tipo 2.
El riesgo cardiovascular de alogliptina se ha evaluado en estudios específicos diseñados para este fin, no habiéndose comprobado que el medicamento provoque un aumento en la incidencia de eventos cardiovasculares graves, ya que no aumenta el riesgo de muerte por causas cardiovasculares, ni la incidencia de infarto agudo de miocardio no mortal, tampoco aumenta el número de casos de accidente cerebrovascular no mortal, por ello el medicamento es seguro desde el punto de vista cardiovascular.

## Posicionamiento terapéutico
No se considera el medicamento de elección para pacientes recientemente diagnosticados de diabetes mellitus tipo 2. Aunque es eficaz como tratamiento, ya que disminuye los niveles de glucosa en sangre, en el momento de su comercialización no existían estudios que demostraran disminución a largo plazo de la mortalidad, tampoco se ha comprobado que existan diferencias significativas con los restantes fármacos del mismo grupo terapéutico. Por ello se considera un tratamiento de segunda línea que debe emplearse asociado a otros fármacos cuando han fracasado las medidas generales, incluyendo la disminución del peso corporal el ejercicio físico diario y otros fármacos indicados para el tratamiento inicial de la diabetes como la metformina.